# Општина Чобану (Констанца)
Чобану (рум. Ciobanu) општина је у Румунији у округу Констанца.
Oпштина се налази на надморској висини од 26 m.